# Thomas Antonii von Siena

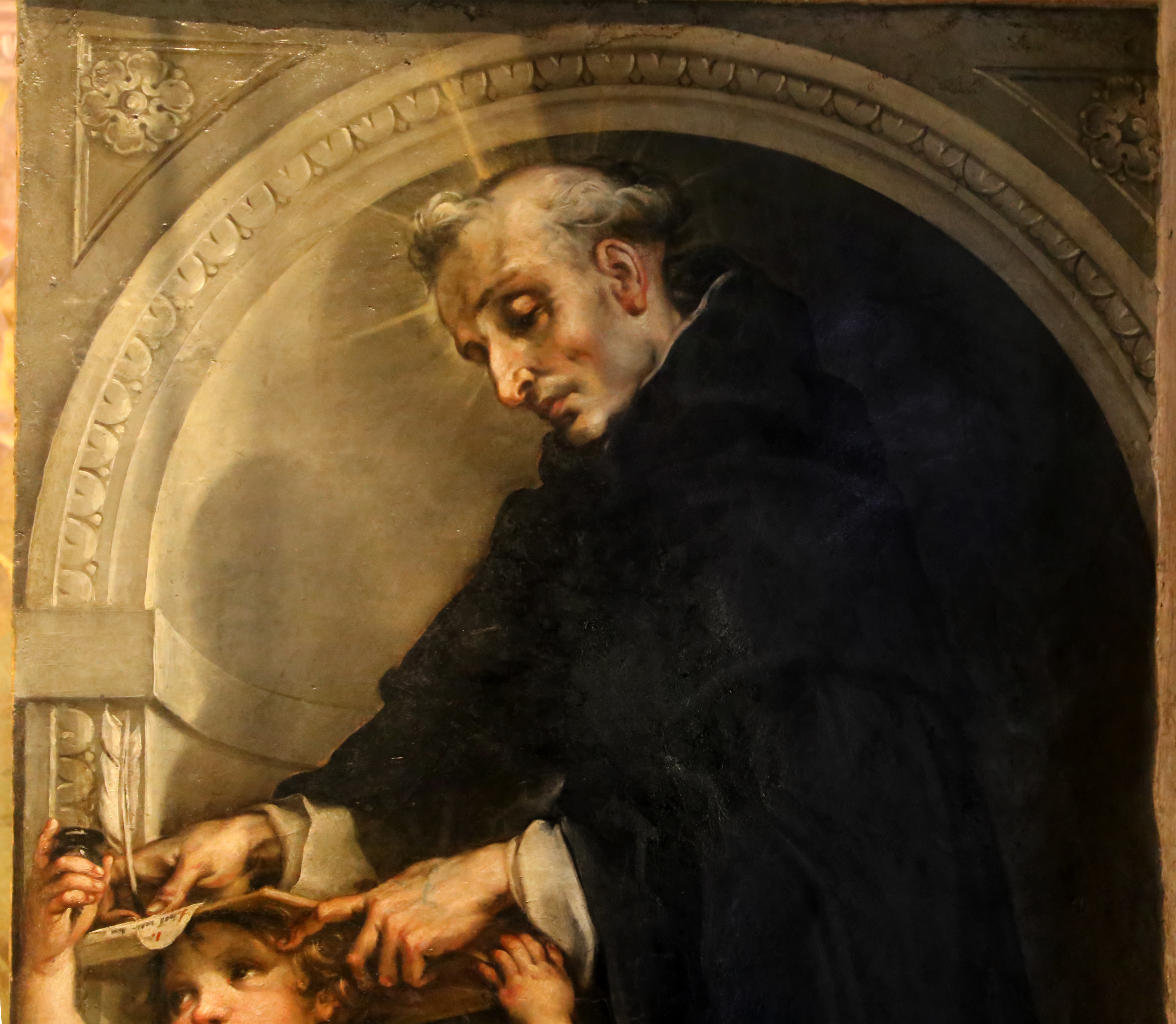
Antonio Nacci (genannt „Caffarini“), Autor Legenda Minor der Katharina von Siena, Darstellung von Francesco Vanni 1596.

Thomas Antonii von Siena (OP), besser bekannt als Caffarini (italienisch Tommaso di Antonio da Siena “Caffarini”) (* 1350 in Siena; † 1434 in Venedig), war ein italienischer Ordensgeistlicher und ein Beichtvater von Katharina von Siena.

## Biografie
Er war der Sohn von Paula († 1410) und Antonius Naccii († 1398).
1364 trat er in den Predigerorden ein.
1374 wurde er Magister logicae.
Die Dominikaner errichteten 1228 eine eigene Ordensprovinz Graecia, woraus man schließen darf, dass zumindest einige Jahre vorher bereits einzelne Ordensniederlassungen im griechischen Raum bestanden. Graecia umfasste Sterea Hellas, die Peloponnes und Kreta, wie eine Konventsstatistik des Jahres 1306 zeigt: XII. Provincia Graeciae In ea erant anno MCCCIII hi conventus. 1397 wurde Thomas Antonii von Siena Provinzial der Ordensprovinz Graecia.

## Hagiographie für Katharina von Siena
Er gehört zu einer Reihe von Predigern, welche die frühen Berichte über Katharinas Leben erstellten und so ihre hagiografische Tradition begründeten. Etwa von 1385 bis 1395 verfasste Raimund von Capua die Legenda major, die erste Vita Katharinas. In den ersten zwei Jahrzehnten des fünfzehnten Jahrhunderts fertigte Tommaso di Antonio de Senis die Legenda minor, eine Kurzfassung der Legenda major sowie eine detailreiche Libellus de Supplemento. Caffarini war ein ergebener Anhänger von Katharina. Er war Mitglied der Dominikaner Gemeinschaft in Siena und war 1387 und 1388 deren Prior. 1380, im Todesjahr von Katharina, wurde er Direktor des Mantellats in Siena. 1394 wurde er nach Venedig berufen und half bei der Gründung des Corpus Domini, eines Klosters für das venezianische Mantellat. Zwei Jahre später wurde er dessen geistlicher Leiter und übernahm anschließend die Verantwortung für die geistliche Observanz (Überwachung) des Mantellats in ganz Italien. Zusammen mit Bartholomeo Dominici, einem anderen hochrangigen Dominikaner aus Siena, der sich damals in Venedig befand, förderte Caffarini energisch sowohl die Interessen der Observanzbewegung innerhalb des Dominikanerordens als auch die päpstliche Anerkennung des Mantellats – der Anteil der Kultur Katharina von Siena spielt eine zentrale Rolle bei diesem Vorhaben.
Darüber hinaus fand in Venedig – und als Ergebnis der begeisterten Feier ihres Kultes durch lokale Anhänger – die erste formelle Untersuchung des Falls für Katharinas Heiligsprechung statt. Caffarini ließ das einen Holzschnitt von Katharina von Siena erstellen und machte mit den Drucken Öffentlichkeitsarbeit für die Heiligsprechung.
1398 war er kurz nach Siena zurückgekehrt, um Reliquien, Briefe, einen Finger, einen Zahn und ihr erstes Habit zu erwerben und in das Convento di San Domenico di Castello in Venedig zu bringen, das zu einem Zentrum der Verehrung Katharinas wurde. Der Festtag von Katharina von Siena, der 29. April, wurde von den Predigern mit einer großen Prozession und einer Bücherverbrennung gefeiert.

## Dominikanische Laiengemeinschaften
Im 15. Jahrhundert breiteten sich dominikanische Drittordensgemeinschaften im Zuge der Observanzbewegung aus. „Die Regel des angeblich vergessenen und 1405 päpstlich approbierten dritten Ordens war von Thomas Antonii von Siena unter Berufung auf Munio von Zamora zusammengestellt worden und ist […] ab dem 15. Jahrhundert nachweisbar […] Viele Frauengemeinschaften nahmen zwischen dem 15. und 18. Jahrhundert die Drittordensregel an“, deren Text mit dem Worten „Incipit Regula Fratrum, et Sororum de Penitentia Beati Dominici“ („Es beginnt die Regel der Brüder und Schwestern des Ordens von der Buße des heiligen Dominicus“) anfängt.
1414 wurde er Prior des Convento di San Domenico di Castello, die von ihm erworbenen Reliquare  wurden im Altarbereich der Kapelle Santa Maria Maddalena aufbewahrt. Er wurde zunächst im Kloster der Heiligen Johannes und Paulus auch auf Castello beigesetzt. Später wurde seine Asche in einer goldbeschlagenen Kiste auch im Altarbereich der Kapelle Santa Maria Maddalena beigesetzt.

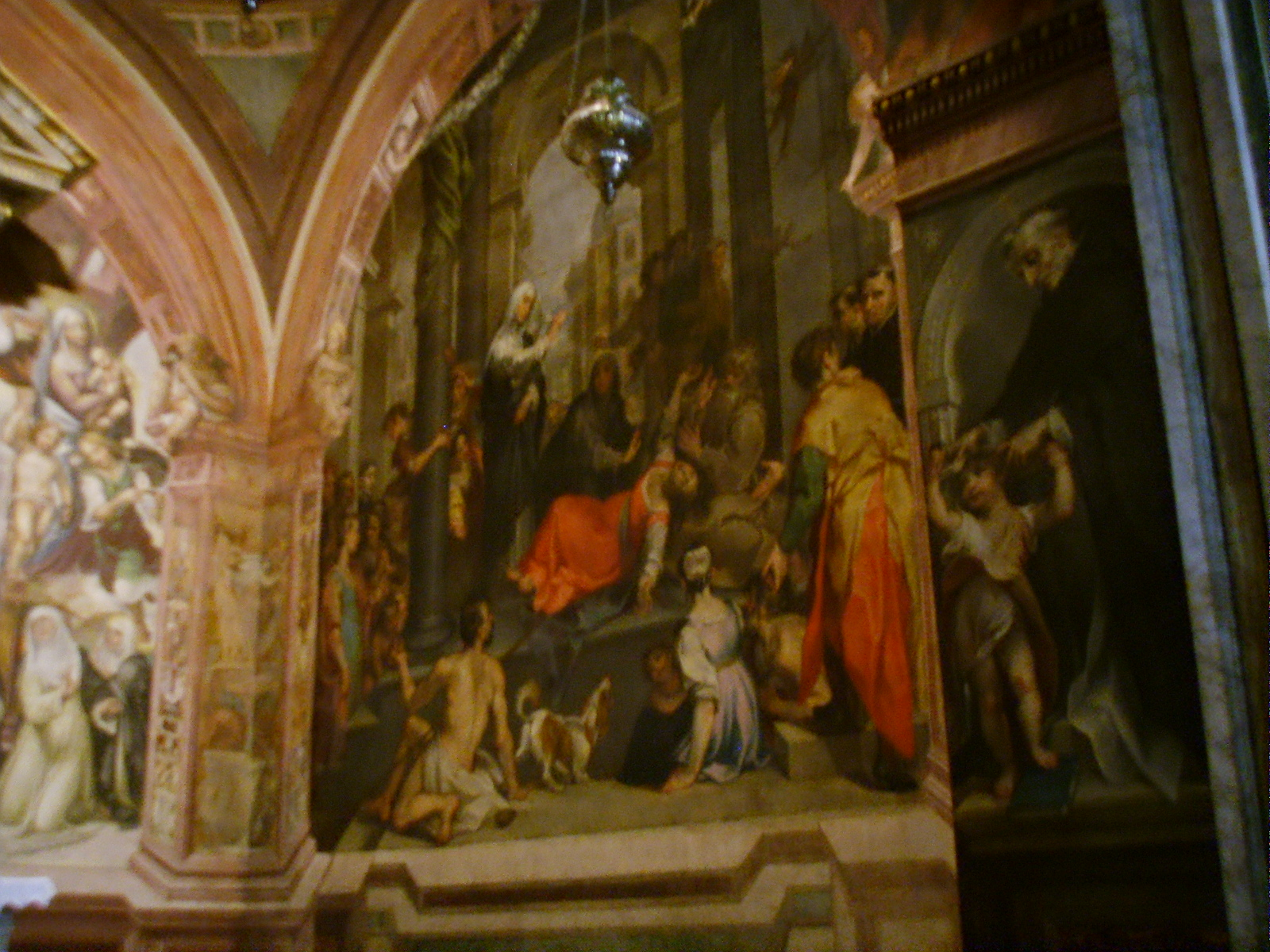
Die Fresken aus dem 16. Jahrhundert in der Kapelle La cappella di Santa Caterina in der Basilica di San Domenico (Siena) stammen von Sodoma und Francesco Vanni. An der rechten Wand sehen wir die Befreiung einer Besessenheit der Heiligen Katharina von Vanni (1596, Öl auf Gips), von der auch die Gemälde des Kapellenbogens (Öl auf Gips, nicht Fresko) abgebildet sind Raimund von Capua und Antonio Nacci (genannt „Caffarini“), Autoren der Legenda Maior bzw. der Legenda Minor des Heiligen.

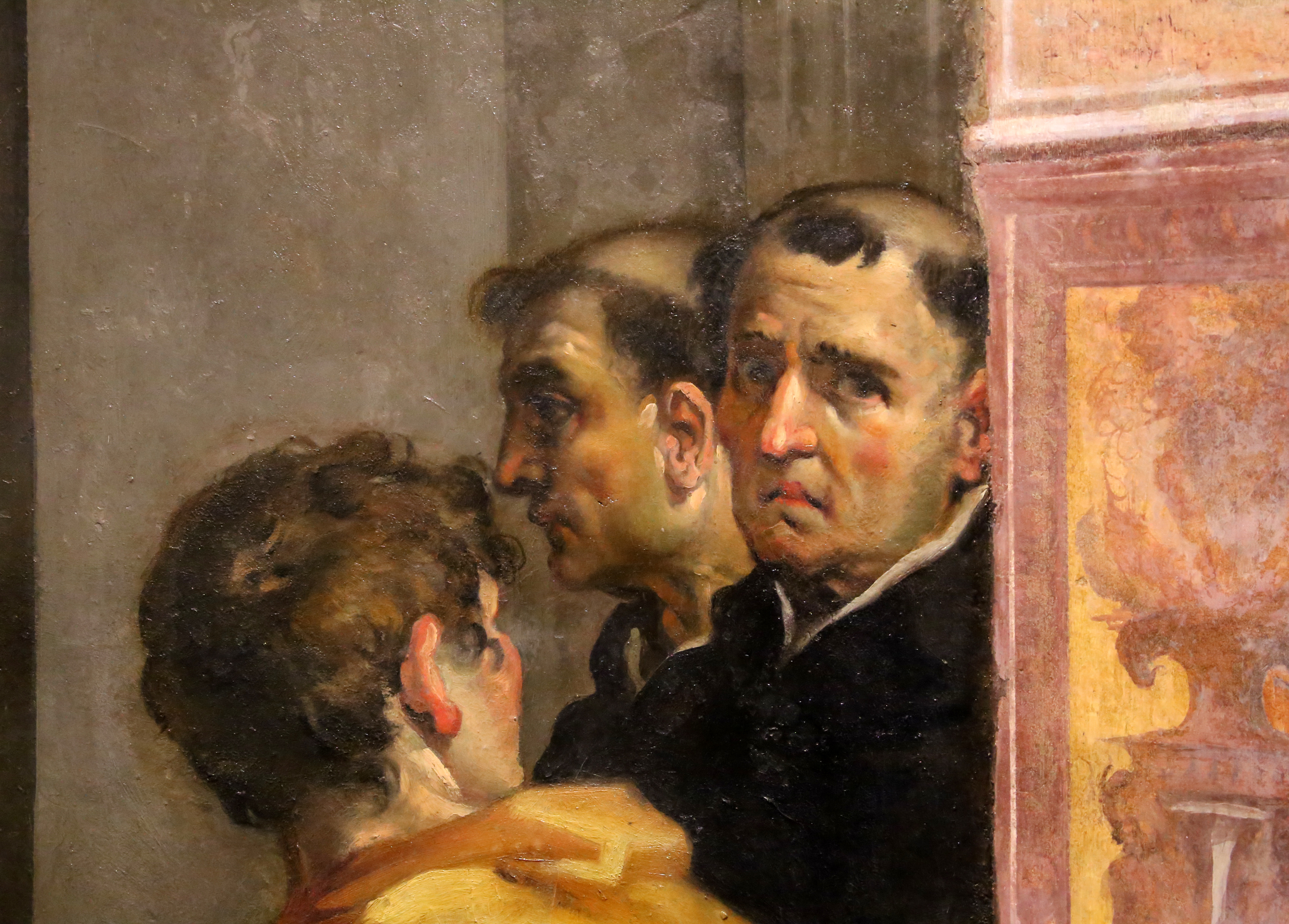
Close up aus Santa che libera un’ossessa von Francesco Vanni: 1596, Öl auf Gips Raimund von Capua und Antonio Nacci (genannt „Caffarini“), Autoren der Legenda Maior bzw. der Legenda Minor der Katharina von Siena.

## Veröffentlichungen
- Hagiographie Katharina von Siena